# 張廷燎
張廷燎（1844年—？），字光宇、號蓮衢，河南舞陽縣人，清朝政治人物、進士出身。

## 生平
早年選拔貢生。同治十二年（1873年），鄉試中舉。次年，登進士，改庶吉士。光緒二年，任翰林院編修、國史館協修。光緒五年，任順天鄉試同考官。光緒十年，任陝西道監察御史。光緒十一年，任掌廣西道監察御史。光緒十四年，任禮科給事中。光緒十八年，任工科掌印給事中。次年，改雲南迆西道。光緒二十四年，任廣西按察使，署廣西布政使。光緒二十七年，任浙江布政使。光緒二十九年，任廣西布政使。次年，改雲南布政使，同年重任廣西布政使。宣統元年，任洛潼鐵路公司駐汴總理。